# Egyetemes Ismeretek Tára
Az Egyetemes Ismeretek Tára egy 19. századi végi magyar enciklopédikus könyvsorozat. A pozsonyi Stampfel-féle Könyvkiadóhivatal jóvoltából  1896 és 1899 között megjelent kötetek a következők voltak:
- I. kötet. Polikeit Károly: Astronomia. Az égi testek mozgásának és physikai tulajdonságainak ismertetése. 47 ábrával és egy csillagabroszszal. (144 l.) 1896.
- II. kötet. Asbóth Sándor: A szervetlen chemia rövid összefoglalása szigorlatra készülő egyetemi és műegyetemi hallgatók részére és magánhasználatra. (134 l.) 1896.
- III. kötet. Gaál Mózes: A magyar irodalom története. A művelt közönségnek és felserdült ifjuságnak. (152 l.) 1896.
- IV. kötet. Prém József: A képzőművészetek története. Az építés, szobrászat és képirás fejlődése, a legrégibb időktől napjainkig. 154 ábrával. (XIV és 192 l.) 1896.
- V. kötet. Asbóth Sándor: A szerves chemia rövid összefoglalása. (136 l.) 1896.
- VI. kötet. Havas Miksa: Pénz és valuta. 10 szines táblával. (122 l.) 1898.
- VII. kötet. Thim József: Népszerű közegészségtan. A művelt közönség számára. 28 ábrával. (136 l.) 1899.